# Desastre ferroviário de Magude
O desastre ferroviário de Magude ocorreu em 27 de março de 1974 em Magude, Moçambique Português, quando um comboio que transportava passageiros da Rodésia colidiu de frente com um comboio de carga moçambicano, causando uma explosão que matou 70 pessoas e feriu 200. Na época, foi o pior desastre ferroviário da história de Moçambique. 

## Visão geral
No início da manhã ou à noite de 27 de março de 1974, um comboio para o sul que transportava passageiros da Rodésia colidiu de frente com um comboio de carga moçambicano estacionado no norte que mantinha, entre outras coisas, produtos petrolíferos. O acidente ocorreu em Magude, em Moçambique Português, a alguns quilómetros ao norte da capital, Lourenço Marques (hoje Maputo). A colisão levou os produtos petrolíferos a bordo do comboio de carga a explodir e regar de óleo queimado vários vagões do comboio de passageiros. O calor extremo fez os vagões afetados derreterem, matando os passageiros dentro. Vários passageiros dos vagões que não estavam queimados tentaram salvar algumas das vítimas, mas foram forçados a voltar devido às chamas.
No dia da colisão, foi relatado que 60 passageiros morreram. Vários dias depois, a polícia registou 70 mortos e cerca de 200 feridos.  O evento foi considerado o pior desastre ferroviário da história de Moçambique, posteriormente superado pelo desastre ferroviário de Tenga, com 192 mortes. O Presidente William Tolbert, da Libéria, enviou suas condolências ao Primeiro-Ministro de Moçambique, Joaquim Chissano.